# B41 (ядерная бомба)
Mk-41/B-41 — самая мощная американская ядерная бомба, эквивалентом около 25 мегатонн. Единственная трёхступенчатая ядерная бомба в арсенале ВВС США. Самое мощное серийно производившееся термоядерное оружие. Состояла на вооружении с 1960 по 1976 год.

## История

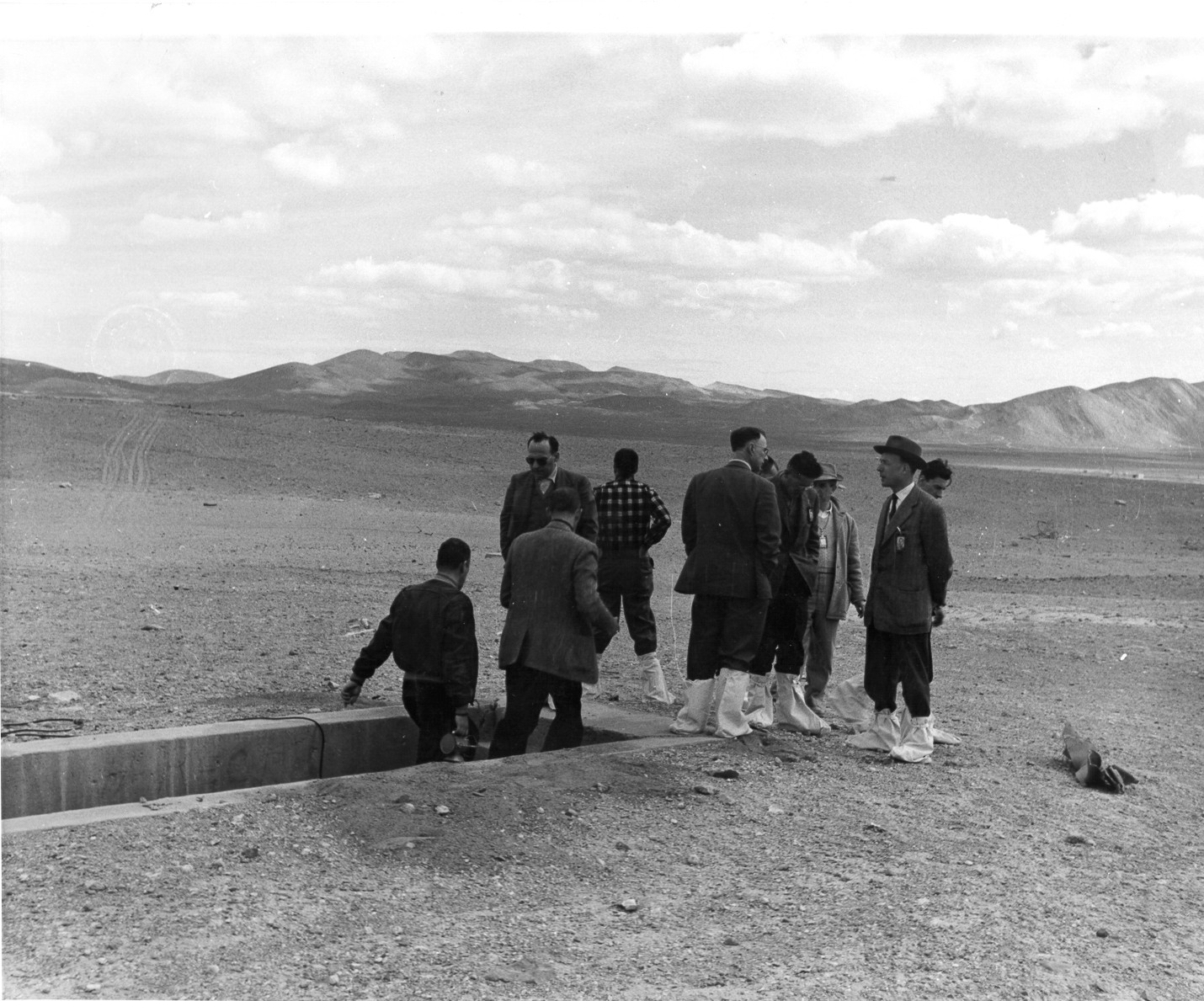
Группа физиков-ядерщиков и официальных должностных лиц покидает подземный бункер и выходит на поверхность после испытательного взрыва, 31 августа 1957

В 1955 году, ВВС США сформулировали требования к новым видам термоядерного оружия, среди которых присутствовала новая бомба «типа B». Согласно спецификациям, это должно было быть термоядерное оружие большого эквивалента, весом не более 4500 кг и диаметром не более 1,57 метра, предназначенное для поражения площадных целей либо защищённых подземных объектов.
Для того, чтобы выполнить эти требования, Лаборатория радиационных исследований Калифорнийского университета (англ. Univercity of California Radiation Laboratory - UCRL) предложила создать бомбу на основании разработанного ею трёхступенчатого дизайна. В этой схеме, детонация ядерного триггера первой ступени обеспечивала сжатие термоядерного топлива и начало реакции синтеза во второй ступени, а выделяющиеся при этом нейтроны провоцировали цепную реакцию в урановом нейтронном отражателе вокруг заряда. Подобное оружие могло иметь очень высокий эквивалент при сравнительно компактных размерах.
Два опытных заряда, получивших обозначения «Фагот» (англ. Bassoon) и «Фагот Прайм» (англ. Bassoon Prime) были подготовлены для серии ядерных испытаний «Редвинг» в 1956 году. Первый из них, «Фагот», изготовленный с обычным свинцовым нейтронным отражателем, был взорван 27 мая 1956 года в ходе испытания «Зуни»; тротиловый эквивалент взрыва составил 3,5 мегатонн, превысив расчётный в 2-3 мегатонны. Второй заряд — «Фагот Прайм», изготовленный с урановым отражателем, был взорван 20 июля 1956 года в ходе испытания «Тева». Выход энергии составил 5 мегатонн (при 6-8 расчётных) и взрыв оказался крайне «грязным», сопровождавшимся выбросом огромного количества радиоактивных веществ. Демонстрация концепции была сочтена успешной, и началась разработка боевого заряда.
Прототип праймера будущей бомбы был готов в 1957 году. Устройство, названное TX/XW-41 было испытано во время серии испытаний «Plumbbob». Испытание под названием «Plumbbob smokey» было проведено 31 августа 1957 года, с энерговыделением 44 килотонны (расчётное 45-50 килотонн). Дальнейшие тесты в 1957—1958 году завершились испытанием «Поплар», во время которого прототип новой бомбы был испытан с мощностью испытания в 9,3 мегатонны.

## Производство
Производство ЯБЧ было налажено на Бёрлингтонском атомном заводе, сначала находившемся в структуре Армии США, а затем Комиссии по атомной энергии США, оператором завода по контракту до 1963 года выступала компания General Mills, а затем Mason & Hanger-Silas Mason Co., Inc. (M&H)..

## Конструкция
Термоядерная бомба Mk-41, позже обозначенная как B41, была единственным в американском арсенале трёхступенчатым термоядерным оружием, принятым на вооружение. Она работала по принципу «деление-синтез-деление»:
- Первая ступень представляла собой 100-килотонный плутониевый ядерный инициатор, усиленный впрыском дейтериево-тритиевой смеси.
- Детонация первой ступени приводила к сжатию второй ступени — ёмкости с литием-6[5] — до начала в ней термоядерной реакции.
- Активное выделение нейтронов в ходе термоядерной реакции во второй ступени приводило к началу реакции «Джекила — Хайда» — реакции деления в урановой «рубашке» вокруг второй ступени заряда.

Были разработаны и развёрнуты две версии бомбы — B41Y1, «грязная» версия максимального эквивалента, и B41Y2, «чистая» версия, в которой урановую «рубашку» вокруг заряда заменили свинцовой (тем самым лишив бомбу третьей ступени) чтобы снизить загрязнение после взрыва. Только B41Y1 могла достичь максимальной мощности в 25 мегатонн тротилового эквивалента. Это было мощнейшее термоядерное оружие, принятое на вооружение в США, и второе по мощности в мире после советской АН602.
Как оружие, бомба имела форму цилиндра с закруглённым носом и четырьмя хвостовыми стабилизаторами. Её длина составляла 3,76 метра, диаметр — 1,32 метра. Полностью снаряженная, бомба весила 4840 килограммов. Бомба могла быть выставлена на воздушный взрыв на заданной высоте, наземный взрыв при свободном падении, или взрыв с задержкой, при котором бомба спускалась на парашюте и детонировала в момент касания. Из-за своих габаритов и веса, B41 могла быть доставлена к цели только стратегическими бомбардировщиками B-52 или B-47.

## На вооружении
Производство B41 началось в сентябре 1960 года и продолжалось до июня 1962 года. Всего было изготовлено 500 зарядов B41 обоих типов. Принятая на вооружение ВВС США в 1961 году, бомба составляла значимую часть общего мегатоннажа американских стратегических бомбардировщиков и рассматривалась как важное оружие в рамках как доктрины «массированного возмездия» (как средство эффективного поражения гражданских целей) так и доктрины «гибкого реагирования» (как средство уничтожения укреплённых объектов, крупных военных баз, военно-морских баз и аэродромов). Мощный заряд бомбы позволял даже единичному бомбардировщику нанести значительный ущерб поражённому объекту.
С 1963 года бомбы B41 планомерно снимались с вооружения и заменялись бомбами B53, специально рассчитанными на заглубление в грунт и подземный подрыв, то есть более эффективными против укреплённых подземных сооружений. Тем не менее, из-за высокой эффективности, B41 оставалась на вооружении вплоть до 1976 года, когда были демонтированы последние заряды.

## Эффективность

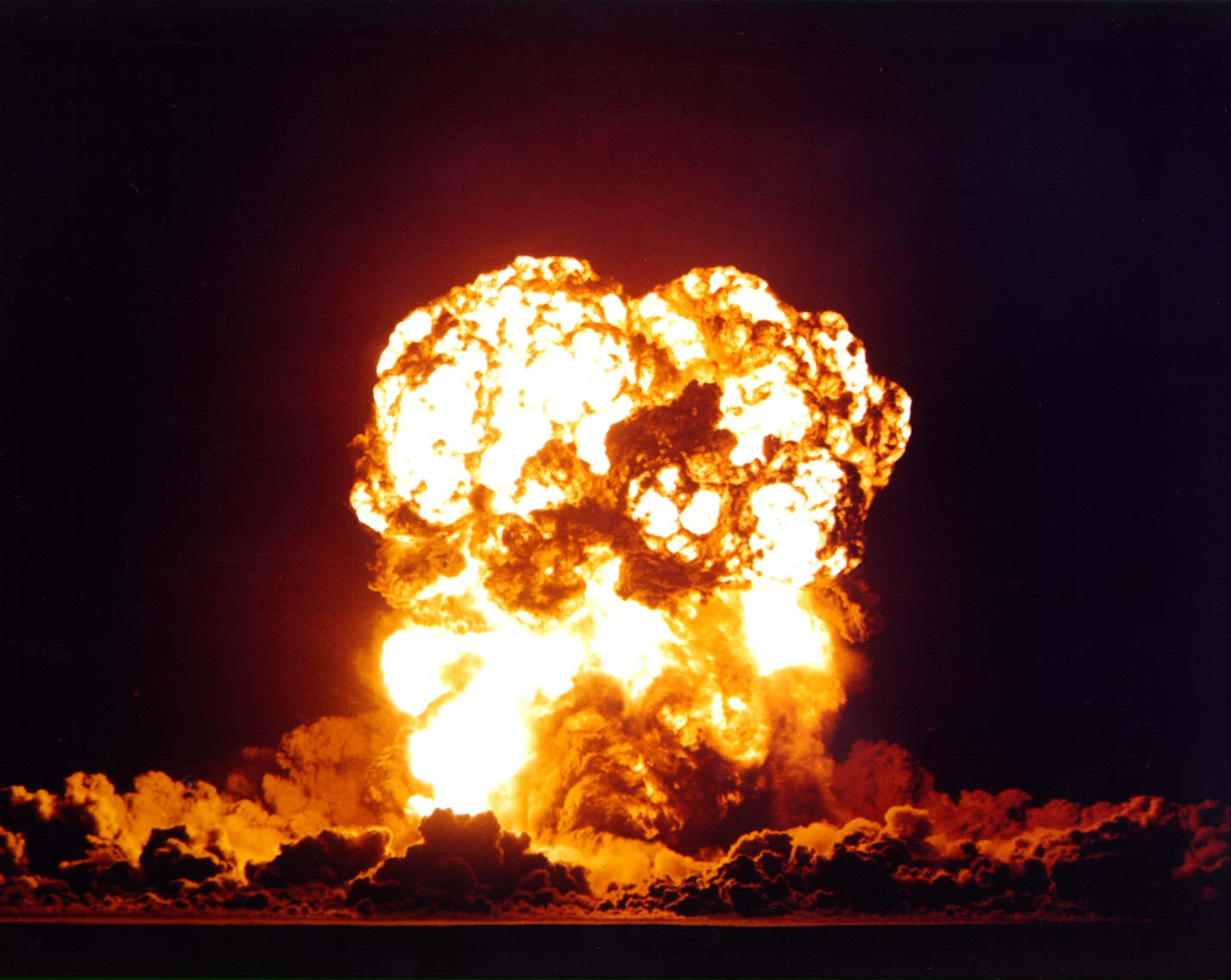
Испытания бомбы TX-41 «Смоки» на ядерном полигоне в пустыне Невада, 31 августа 1957

Бомба B41 считается наиболее эффективным термоядерным оружием, когда-либо созданным. Исходя из соотношения «мегатонн тротилового эквивалента на тонну массы конструкции», B41Y1 при весе в 4,8 т имела заряд в 25 мегатонн — то есть 5,2 мегатонны на тонну. До настоящего времени этот рекорд не был превзойдён.
Для сравнения, самая мощная советская термоядерная бомба — АН602, также известная как «Царь-бомба» — рассчитывалась на мощность в 100 мегатонн, при собственном весе 26,5 тонн, то есть выдавала соотношение всего в 3,72 мегатонны на тонну. При этом, АН602 была чрезвычайно тяжёлой, сложной в эксплуатации, была изготовлена в единственном экземпляре, и, фактически, не имела боевого значения из-за своей уникальности. В отличие от советской, американская «супербомба» B41 была серийной и практически не превосходила по размерам и по весу обычные термоядерные бомбы того времени.
Следует особо отметить, что ни АН602 ни B41Y1 никогда не были испытаны на полную мощность из-за опасений обширного радиоактивного загрязнения, которое создал бы подобный взрыв. Таким образом, оценка их эффективности носит теоретический характер.

### Эффект взрыва
При детонации на оптимальной высоте, бомба B41Y1 образовала бы огненный шар диаметром в 6,4 километра. На расстоянии в 8,25 километров от эпицентра (сверхдавление во фронте ударной волны 0,12 МПа) были бы полностью разрушены все постройки, исключая особо прочные заглубленные сооружения. На расстоянии в 20,3 километра от эпицентра (сверхдавление во фронте ударной волны более 0,035 МПа) были бы разрушены обычные строения. Световая и тепловая волна были бы в состоянии вызвать пожары легковоспламеняющихся материалов на расстоянии в 50 километров от эпицентра.
При поверхностном взрыве, бомба B41Y1 создавала область сверхдавлением 7 МПа в радиусе 1,37 километра. Шахтная пусковая установка советской МБР Р-36 (рассчитана на 3-6 МПа) была бы разрушена взрывом B41 в полутора километрах от эпицентра.

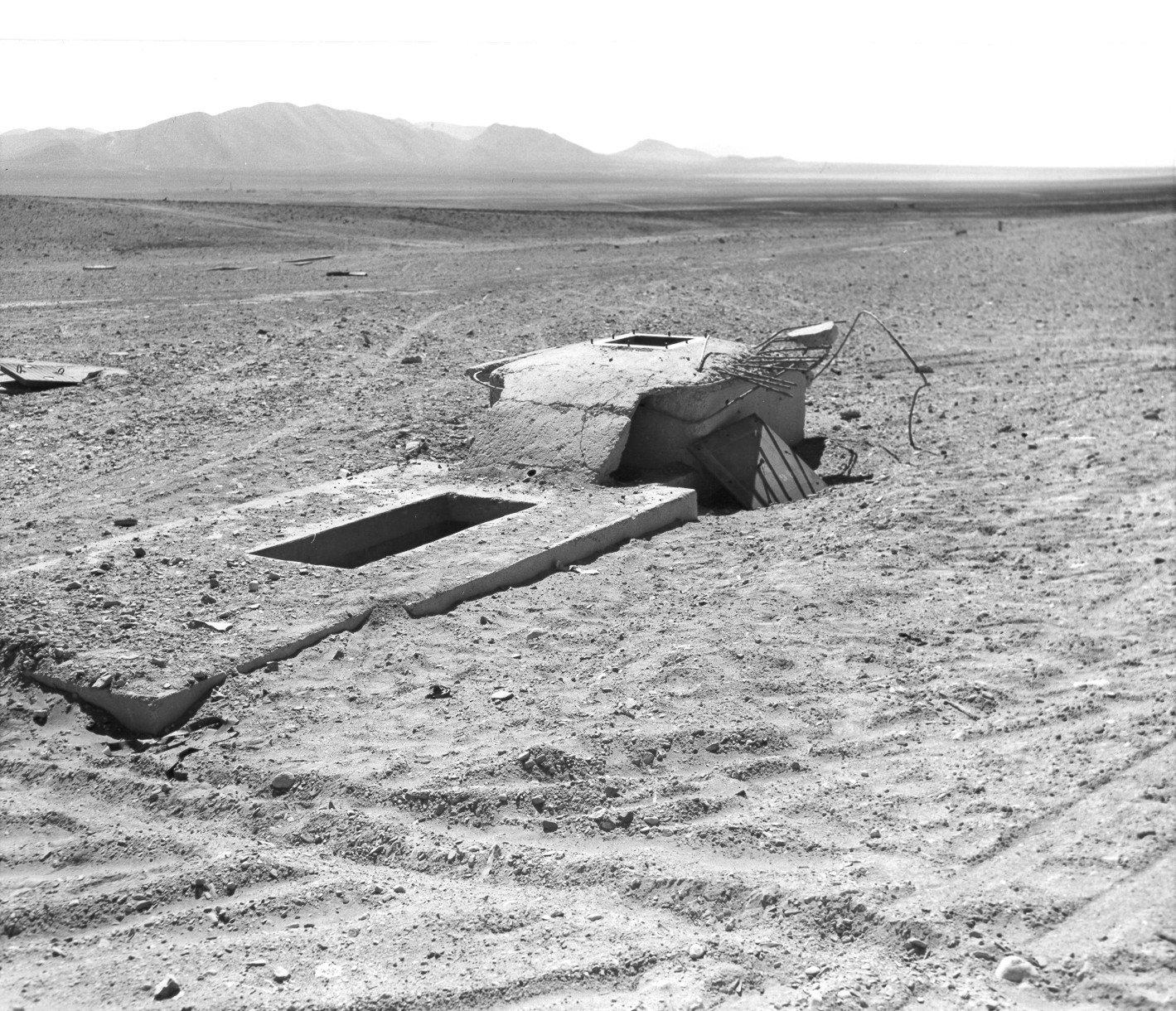
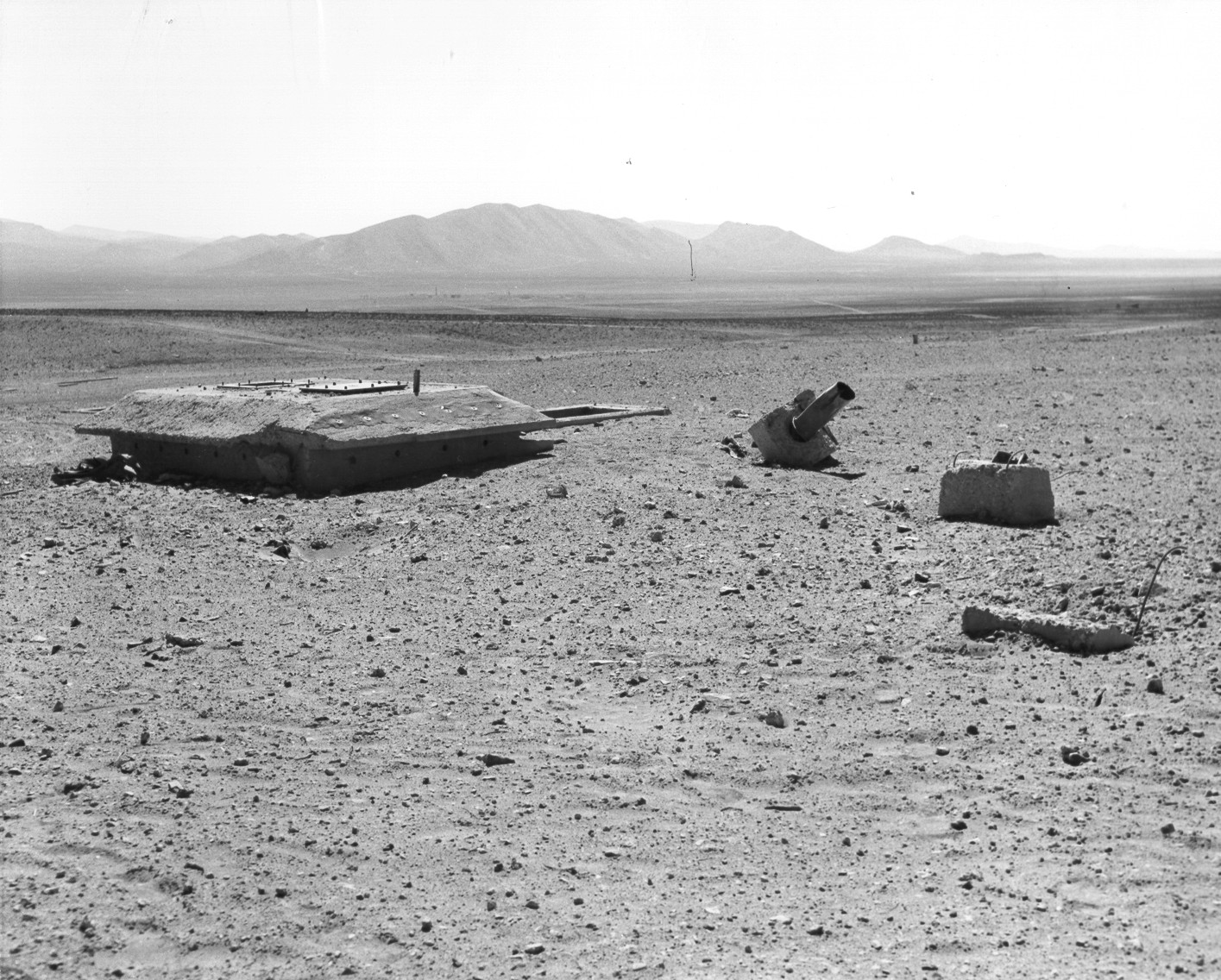
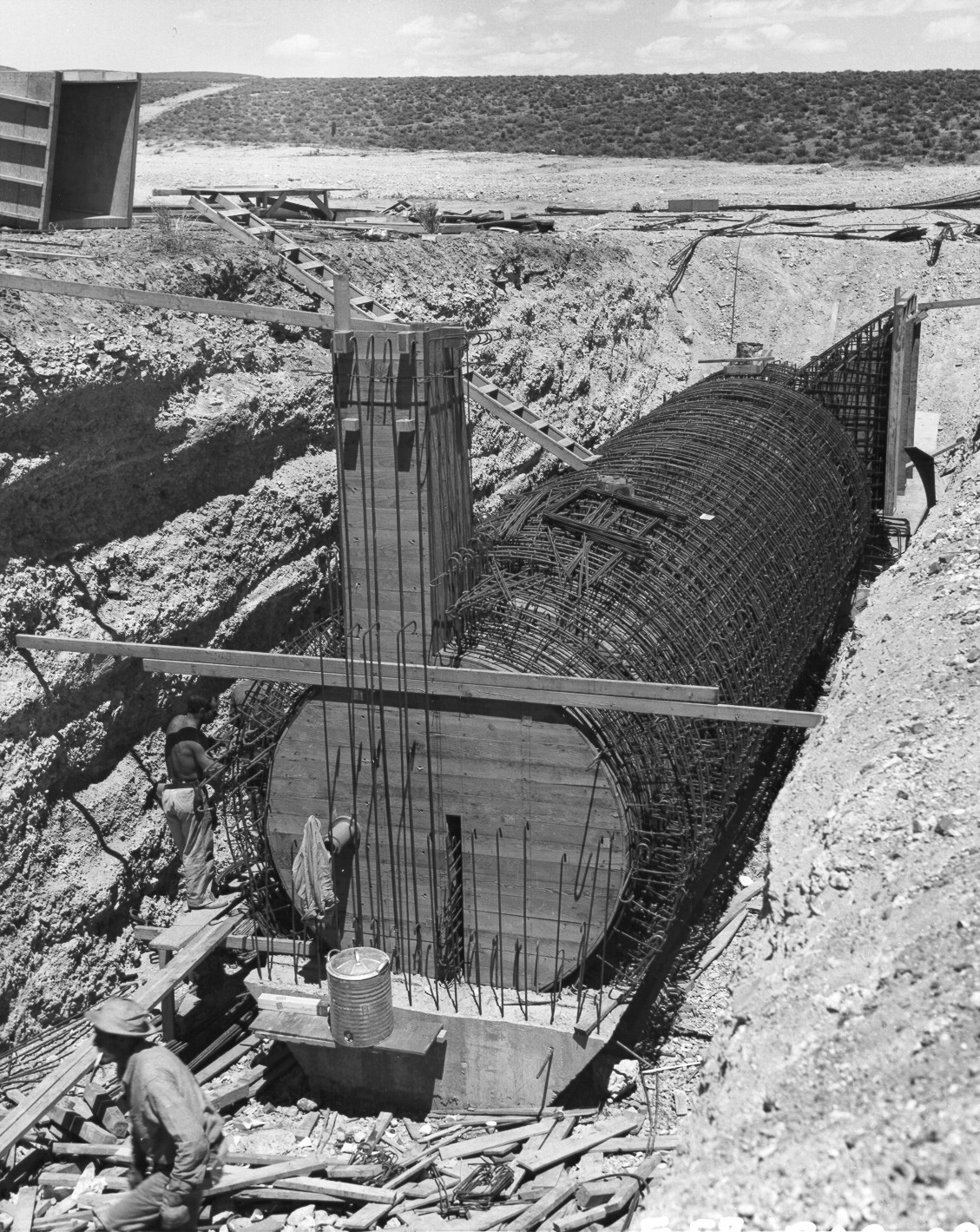
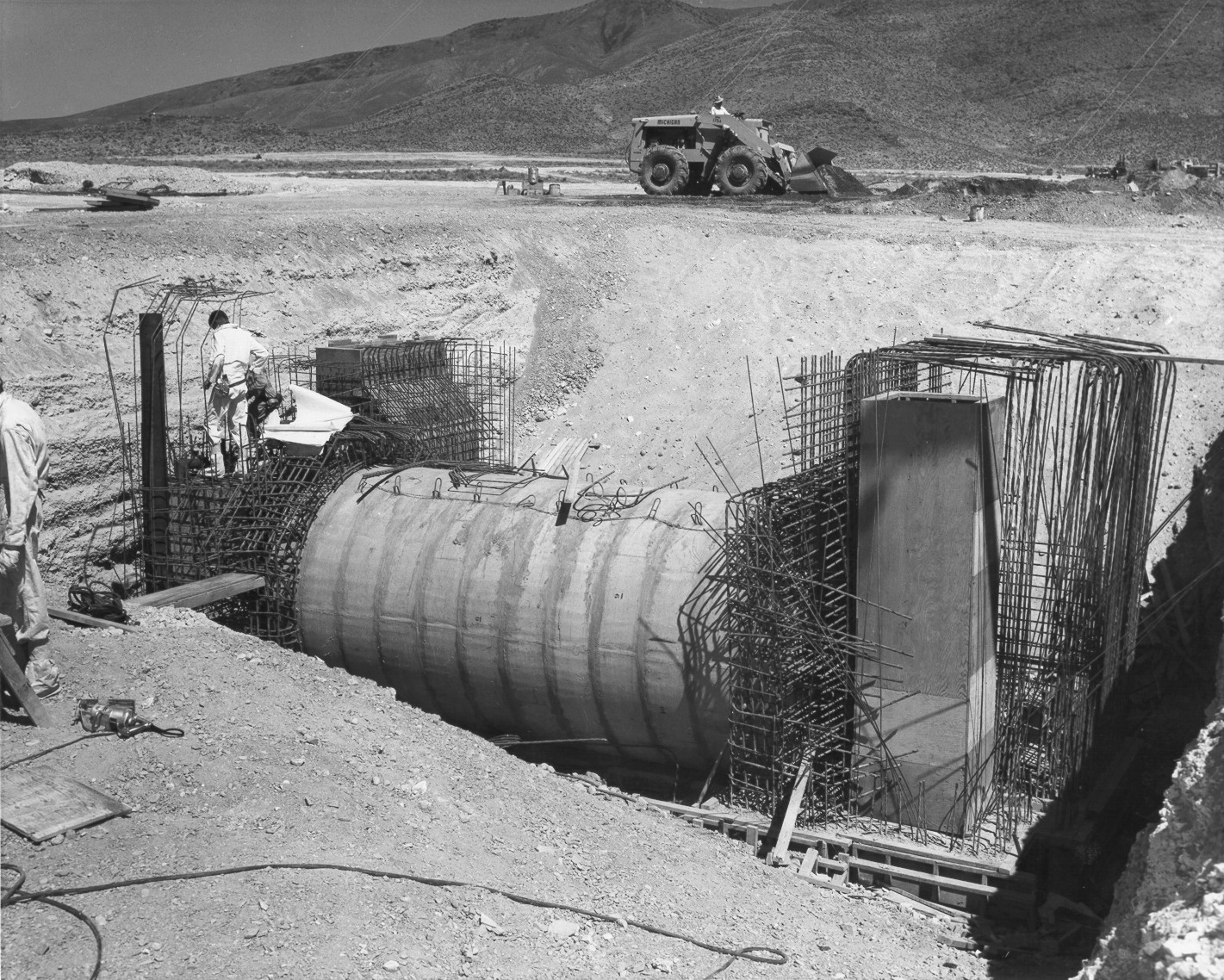
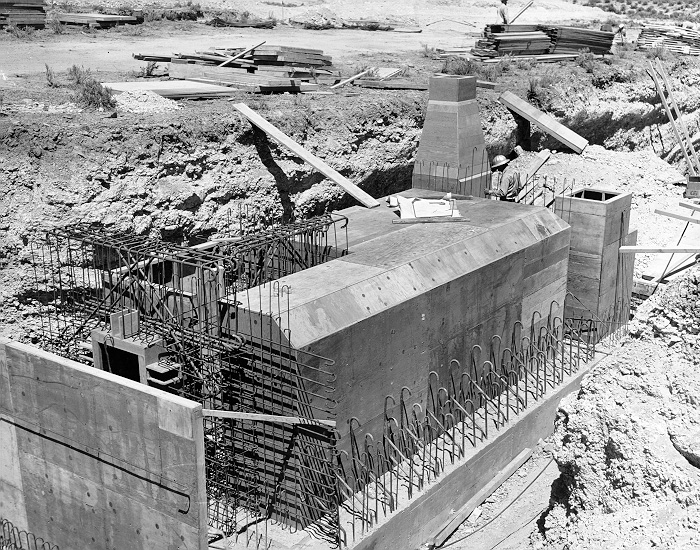
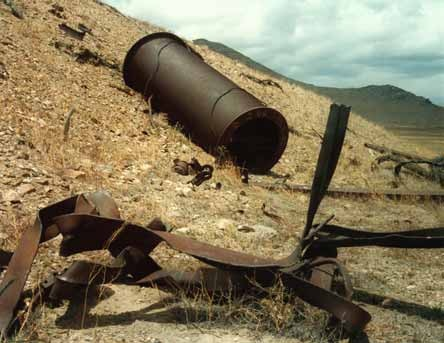

## W41
На базе бомбы B41 предполагалось разработать аналогичную по мощности боеголовку W41, для вооружения межконтинентальной крылатой ракеты SM-64 Navaho; однако, было решено использовать более компактную боеголовку W39, эквивалентом в 3,8 мегатонны. Также рассматривалась возможность создания на базе B41 сверхмощной боеголовки для МБР LGM-25C Titan II. Максимальный забрасываемый вес на полную дальность для «Титана II» составлял порядка 3700 кг, то есть эта тяжёлая МБР, теоретически, могла быть доработана для несения 25-мегатонной боеголовки, ценой снижения радиуса действия. В конечном итоге, этот проект также не был реализован.